# На дне
«На дне» — пьеса Максима Горького, написанная в конце 1901 — начале 1902 года и изображающая группу обитателей ночлежного дома для неимущих. В январе 1904 года пьеса получила Грибоедовскую премию. Первоначальные названия — «Без солнца», «Ночлежка», «Дно», «На дне жизни». Окончательный вариант предложил Леонид Андреев. Начиная с триумфальной премьеры в МХТ (декабрь 1902 года), обошла театральные сцены всего мира.

## Персонажи
- Михаил Иванович Костылёв — содержатель ночлежки, 54 года
- Василиса Карповна — его жена, 26 лет
- Наташа — её сестра, 20 лет
- Медведев — их дядя, полицейский, 50 лет
- Васька Пепел — вор, 28 лет
- Клещ, Андрей Митрич — слесарь, 40 лет
- Анна — его жена, 30 лет
- Настя — девица, 24 года
- Квашня — торговка пельменями, под 40 лет
- Бубнов — картузник, 45 лет
- Барон — 33 года
- Сатин, Актёр — приблизительно одного возраста: лет под 40
- Лука — странник, 60 лет
- Алёшка — сапожник, 20 лет
- Кривой Зоб, Татарин — крючники
- Несколько босяков без имён и речей

## Сюжет
Действие пьесы происходит в ночлежном доме, который принадлежит Михаилу Ивановичу Костылёву. Населяют его опустившиеся люди: бедняки, воры, проститутки, чернорабочие. Среди постояльцев «дна»: Сатин (картёжник и шулер, бывший телеграфист), Актёр (спившийся театральный актёр, забывший даже своё имя), Барон (дворянин, промотавший всё состояние) — потерявшие надежду на лучшее люди. Взаимоотношения между ними сложные: постоянно вспыхивают склоки и ссоры, главным же предметом издевательств становится девушка Настя, пытающаяся найти утешение в любовных романах и сочиняющая сама с собой сцены романтической любви. Слесарь Клещ — человек в ночлежке ещё «новый», а потому часто устраивает истерики. Он ждёт смерти своей больной жены Анны, которую винит в своём падении на «дно». Время от времени в ночлежку является её хозяин Костылёв, чтобы напомнить жильцам о долге и купить краденое у вора Васьки Пепла. Часто посещает ночлежку и его семейство: Василиса, супруга Костылёва, Наташа, сестра её, и полицейский Медведев, их дядя. Наташа является в ночлежку к Ваське Пеплу, в которого влюблена; к Ваське в ночлежку часто заходит Василиса как к любовнику, надеясь в нём найти спасение от мужа-тирана. Медведев же приходит к своему другу Бубнову. Пепел намного больше любит Наташу, из-за чего Василиса постоянно ревнует её к Ваське и избивает.
Однажды в ночлежке появляется странник Лука. Он жалеет босяков и успокаивает своей «ложью»: так, Актёру он говорит о лечебнице, в которой даром лечат алкоголиков; Ваське, которого Василиса прямо упрашивает убить мужа, велит идти с Наташей в Сибирь и искать счастье; умирающей Анне говорит перед самой смертью, что её ждёт успокоение; заступается за Настю. Назревавший конфликт в семействе Костылёвых заканчивается семейной дракой, в которой Наташе кипятком обваривают ноги, а Пепел, по-видимому, случайно убивает Костылёва. Его и Василису арестовывают. В самый напряжённый миг драки Лука исчезает, оставив тех, кто действительно ему поверил, без надежды на лучшее. Сатин же всем рассказывает, что старик «наврал», и что «жить надо по правде, просто обременяя землю». Актёр со злобой отвечает смеющимся над ним сожителям, что всё же уйдёт из ночлежки и поднимется со «дна». Сатин во время очередной попойки с босяками произносит речь, в которой звучит ставшее крылатым высказывание «„Человек“ — это звучит гордо». В своей речи он упоминает, что Лука якобы искренне жалеет людей и поэтому «врёт» им, однако «гордому человеку» не нужно сострадание: он достоин лишь уважения, а сострадание его оскорбляет. Ложь, как говорит Сатин, — «религия рабов и господ», а жить нужно «по правде», которой и является новый «гордый человек», а чтобы жить «по правде», нужно от всего освободиться и стать полностью независимым. Речь Сатина, однако, не производит сильного впечатления на босяков — они продолжают пить и заводят песню. Её прерывает появление Барона, который говорит, что Актёр повесился на заднем дворе ночлежки. Сатин говорит: «Эх… испортил песню… дурак!».

## Театральные постановки

### Первые постановки
Постановка пьесы на императорской сцене была запрещена. Пьеса была разрешена только в МХТ, где была осуществлена первая постановка с большим успехом 18 декабря 1902 года режиссёром Станиславским, который также исполнил одну из центральных ролей (Сатин), и Немировичем-Данченко. К 60-летию первой постановки (18 декабря 1962 года) пьеса прошла во МХАТе 1451 раз.
Данные о первой постановке: режиссёры К. С. Станиславский и В. И. Немирович-Данченко, худ. Симов; в ролях: Костылёв — Бурджалов, Василиса — Муратова, Наташа — Андреева, Медведев — Грибунин, Пепел — Харламов, Клещ — Загаров, Анна — Савицкая, Настя — Книппер, Квашня — Самарова, Бубнов — Лужский, Сатин — Станиславский, Актёр — Громов, Барон — Качалов, Лука — Москвин, Алешка — Адашев, Кривой Зоб — Баранов, Татарин — Вишневский).

Среди последующих дореволюционных и советских исполнителей во МХАТе (в хронологическом порядке): Хмелёв, Раевский (Костылёв), Шевченко (Василиса), Александров, Калужский, Баталов, Грибов, Готовцев (Медведев), Леонидов, Судаков, Добронравов, Яров (Пепел), Гиацинтова, Тарасова, Попова (Настя), Истрин, Тарханов, Топорков, В. Вербицкий (Бубнов), Судьбинин, Массалитинов, Подгорный, Болеславский, Ершов, Прудкин (Сатин), Гейрот, Ершов; В. Вербицкий, Массальский (Барон), Артём, Шахалов, Орлов, Синицын, Судаков, В. Попов (актёр), Тарханов, Шишков, Грибов (Лука). 
Постановка пьесы на императорской сцене была запрещена, но с участием петербургских актёров прошло два чтения пьесы «в лицах»: в 1903 году — в доме Н. П. Карабчевского и в дворянском собрании (Василиса — Стрепетова, Наташа — Музиль-Бороздина, Пепел — Аполлонский, Настя — Потоцкая, Бубнов — Санин, Сатин — Дальский, Барон — Далматов, Лука — Давыдов).
До 1905 года постановка пьесы разрешалась с большими купюрами и с согласия местных властей. Тем не менее, прошли постановки в 1903 году: Вятский городской театр; киевские театры Соловцова (реж. Ивановский, Сатин — Неделин, Лука — Борисовский) и Бородая (реж. Соколовский, Пепел — Муромцев, Барон — Людвигов); нижегородский театр (антреприза Басманова), петербургские театры: Василеостровский театр, театр Некрасовой-Колчицкой, Новый театр Неметти (Актёр — Орленев); театр Ростова-на-Дону (Пепел — Орлов-Чужбинин); труппа под руководством Красова в Тифлисе (на спектакле присутствовал Горький), Товарищество Новой драмы в Херсоне (режиссёр и исполнитель роли Актёра — Мейерхольд).
В последующие годы пьесу ставили многие провинциальные и столичные театры, среди них: екатеринодарский и харьковский театры (1910, режиссёр Синельников), Общедоступный театр, Петроград (1912, режиссёр Гайдебуров).

### Постановки в советское время
- Театр Союза драматических актёров, Петроград (1917)
- Московский Военный театр (1918)
- Народный театр драмы в Петрозаводске (1918)
- Московский Дмитровский театр (1919)
- 14 октября 1919 года, к 50-летию М. Горького — театр Госдрамы, впоследствии ленинградский театр драмы им. Пушкина (реж. Евт. Карпов, художник Бобышов, на спектакле присутствовал Горький, вступительное слово произнёс М. И. Калинин).
- Харьковский театр русской драмы (1936, режиссёр Синельников)
- Московский драматический театр (1939)
- Ленинградский Новый театр (премьера в Хабаровске, 1941)
- Ленинградский театр драмы им. Пушкина (1956, режиссёр Вивьен, Эренберг; Сатин — Н. Симонов, Лука — Скоробогатов).
- Московский театр «Современник» (1968)

### Постановки за рубежом
Пьеса многократно ставилась за рубежом: Берлин (1903, под назв. «Ночлежка»), Финский национальный театр, Гельсингфорс, Краковский театр, Париж (1905, 1922 — исполнитель роли Барона Ж. Питоев), Токио (1924, 1925), Нью-Йорк (1956), Лондон (1961), Тунисская труппа (1962) и мн. др. 
В 1995 году пьеса была поставлена совместно Халогаланд театр (Норвегия, Тромсе) и Мурманский облдрамтеатр. Актеры норвежцы и россияне играли каждый на своем родном языке одновременно. Постановка Феликса Григорьяна. Гастроли с успехом прошли по Норвегии и в Мурманске, Великом Новгороде, Санкт-Петербурге и Москве.

## Экранизации
- 1917 год — Венгрия «Radmirov Katalin» («Каталина Радмирова», реж. Альфред Деэши)[3].
- 1919 год — Венгрия («Деньги», реж. Шандор Паллош)[4].
- 1921 год — Япония — «Rojo no Reikon» («Духи на дороге», реж. Минору Мурата).
- 1936 год — Франция — «Les bas-fonds» («На дне», реж. Жан Ренуар; в ролях — Луи Жуве, Жан Габен), сценарий написали Жан Ренуар. Евгений Замятин и Жак Компанеец.
- 1947 год — Китай — «Yè Diǎn» («Ночлежка», реж. Хуан Цзолинь[англ.], с участием Чжоу Сюань).
- 1952 год — СССР — фильм-спектакль «На дне» в постановке МХАТ им. Горького (режиссёры: Андрей Фролов, Василий Орлов, Иосиф Раевский; Мосфильм).
- 1956 год — Япония — «Donzoko» («Самое дно», реж. Акира Куросава), с заменой реалий царской России на реалии феодальной Японии.
- 1972 год — СССР — экранизация спектакля «На дне» в постановке Московского театра «Современник» (режиссёры: Галина Волчек, Леонид Пчёлкин; производство ТО «Экран»).
- 1987 год — СССР — «Без солнца» (реж. Юлий Карасик).
- 1987 год — СССР — «На дне» (реж. Армен Петросян), студия т/ф «Ереван».
- 2014 год — Россия — «На дне» (реж. Владимир Котт), в современной адаптации.